# 하루마치역
하루마치역(일본어: 原町駅)은 일본 후쿠오카현 가스야군 가스야정에 위치한 규슈 여객철도 사사구리 선(후쿠호쿠유타카 선)의 철도역이다. 상대식 승강장 2면 2선의 구조를 갖춘 지상역이다.

## 이용 현황
| 연도     | 승차 인원 |
| 2006년도 | 2,300     |
| 2007년도 | 1,800     |
| 2008년도 | 1,800     |
| 2009년도 | 1,900     |
| 2010년도 | 2,000     |
| 2011년도 | 2,200     |
| 2012년도 | 2,200     |
| 2013년도 | 2,400     |
| -------- | --------- |

## 역 주변
- 하루마치에키마에 공원

## 역사
- 1904년 6월 19일 : 규슈 철도(초대)가 개업.
- 1907년 7월 1일 : 규슈 철도(초대)가 국유화되어, 제국철도청이 소관.
- 1987년 4월 1일 : 일본국유철도 분할 민영화에 의해, 규슈 여객철도가 승계.
- 1997년 3월 : 역사 개축.
- 2009년 3월 1일 : IC카드 SUGOCA의 사용을 개시.

## 인접 역
| 큐슈여객철도 사사구리 선 | 큐슈여객철도 사사구리 선 | 큐슈여객철도 사사구리 선 |
| ------------------------ | ------------------------ | ------------------------ |
| 조자바루 노가타 방면     | ■ 사사구리 선            | 유스 하카타 방면         |